# 1988년 하계 올림픽 수영
1988년 하계 올림픽 수영 경기는 1988년 9월 18일부터 9월 25일까지 대한민국 서울에서 열렸다. 77개 국가에서 633명의 선수가 참가했다.

## 세부종목
- 자유형: 50m, 100m, 200m, 400m, 여자 800m, 남자 1500m
- 배영: 100m, 200m
- 평영: 50m, 100m, 200m
- 접영: 100m, 200m
- 개인혼영: 200m, 400m
- 계주: 400m 자유형, 800m 자유형, 400m 혼계영